# 花山院良定
花山院 良定（かさんのいん よしさだ）は、鎌倉時代後期の公卿。右大臣・花山院家定の長男。官位は従三位・左中将。

## 経歴
以下、『公卿補任』、『尊卑分脈』の記事に従って記述する。
- 正安3年（1301年）12月30日、叙爵。
- 乾元2年（1303年）2月6日、従五位上に昇叙。
- 嘉元3年（1305年）12月30日、侍従に任ぜられる。
- 嘉元4年（1306年）1月5日、正五位下に昇叙。
- 徳治2年（1307年）1月5日、従四位下に昇叙。侍従は元の如し。
- 延慶元年（1308年）11月14日、従四位上に昇叙。同月29日には禁色を許される。
- 延慶2年（1309年）3月29日、左中将に任ぜられる。同年11月23日、正四位下に昇叙。
- 延慶4年（1311年）3月30日、従三位に叙せられる。左中将は元の如し。
- 正和元年（1312年）7月13日、薨去。